# Paolo Perugi
Paolo Perugi (Pistoia, 6 maggio 1965 – Montale, 2 novembre 2009) è stato un calciatore italiano, di ruolo centrocampista.

## Carriera
Giocò un totale di sei stagioni con la maglia della Unione Sportiva Pistoiese 1921, conquistando una promozione in Serie B al termine del campionato 1998-99. Terminò poi la carriera nelle serie minori, allenando poi le giovanili della Lucchese.
Nella stagione 1988-1989 aveva esordito in Serie A e collezionato tre presenze con la maglia della Fiorentina (esordio il 16 ottobre 1988 nella vittoria interna contro l'Ascoli). Ha inoltre totalizzato 22 presenze in Serie B con Pistoiese e Reggiana.
Colpito da sarcoma osseo nel 2009, morì a 44 anni.

## Palmarès

### Club

#### Competizioni nazionali
- Coppa Italia Serie C: 1

Monza: 1990-1991